# ウジェーヌ・ドラクロワ美術館
ウジェーヌ・ドラクロワ美術館（ウジェーヌ・ドラクロワびじゅつかん、仏: Musée National Eugène Delacroix）は、パリにある国立美術館である。ルーヴル美術館付属となっている。

## 沿革
1971年に国立の美術館として開館した。ドラクロワが1857年から1863年までアトリエ兼自宅にしていた邸宅が美術館として公開されている。ドラクロワの死後、住人が幾度か入れ替わり、アトリエの解体も計画されたがモーリス・ドニやポール・シニャックをはじめとする「ドラクロワ友の会」がそれを阻止し、国立美術館としての公開に繋がっていった。

## コレクション
直筆の手紙やデッサン、絵画だけでなく、寝室や図書室、サロンの家具、アトリエのテーブルやパレットなど、ドラクロワが実際に使用していたものも展示されている。

## 参照
1. 1 2 3 4 5  "Fréquentation 2006-2010 des Musées de France - Ile-de-France". opendata.gouv.fr. 2012年1月19日閲覧。[リンク切れ]